# 耀西
耀西，港譯阿吉，是日本任天堂遊戲公司设计的一個虛構角色，瑪利歐系列最知名的角色之一。初次登場於1990年的《超級瑪利歐世界》，作為系列主角瑪利歐的騎物，是電子遊戲中最好的夥伴之一。瑪利歐兄弟與青綠色耀西從他們嬰孩時期已經認識，這在《耀西島》遊戲系列清楚說明。值得注意的是，「耀西」一名可以是指整族或單一個體（用於單一個體時指青綠色的耀西）。

## 概念與創作
耀西的出现起源于宮本茂希望可以讓瑪利歐騎在馬上面。宮本茂自《超級瑪利歐兄弟》首次發布以來就一直希望瑪利歐擁有一個恐龍夥伴；然而，由於紅白機的限制，任天堂工程師無法將這樣的角色添加到遊戲中。当时紅白機的後繼機種超級任天堂己公開發表，而开发团队亦正在制作該平台上的《超級瑪利歐世界》，于是结合恐龍樂園的概念，他们决定让瑪利歐騎乘於爬行动物上面。耀西靈感可以追溯到1984年電子遊戲《惡魔世界》中的綠龍Tamagon。
負責《超級瑪利歐世界》角色設計的日野重文最初設計了一種類似於大型蜥蜴的爬行動物，但擔任該作的總監手塚卓志認為過於爬蟲的設計，並且“並不真正適合瑪利歐世界”，因此他鼓勵設計師創造一個“更可愛”的角色（根據日野的說法，原因是當瑪利歐指揮耀西時）。由於最初的設計感覺不合適，手塚通過製作粗略的草圖重新設計了他，在重新設計期間，手塚試圖讓耀西與烏龜有關，而馬鞍實際上是他的龜殼。盡管在初期遊戲的設定關於耀西的描述是超級龍（英語：Super Dragon）及1991年的《超級瑪利歐世界》電視連續劇都明確表示耀西是恐龍，它就是恐龍。

## 概要
普遍出現於螢幕前的耀西是一隻綠色類恐龍生物，下巴、胸腹之尾巴下方則為白色，後枕的位置有橘紅色角，背脊也有一紅色的龜殼，穿著一對紅色的鞋子（在一些版本中為橙色）。大鼻子更是牠一大特徵，另外，耀西有條能伸長又黏答答的舌頭，在多項瑪利歐遊戲中，牠都利用舌頭抓住某些敵人，耀西可以吐出敵人或吞下敵人產卵，在《耀西島》等遊戲中，牠能利用這些蛋進行攻擊或取得物品。
在《耀西故事》中，耀西似乎很喜歡熱帶水果，但也會吃其他東西。而在《超級瑪利歐陽光》中，餵耀西吃熱帶水果是叫醒牠們的唯一方法。
耀西並沒有區分性別，但會產卵。除了基本的青綠色外，還有其他顏色的耀西，包括粉紅、淺藍、黃、紫、紅、藍（All）、棕（SNES/N64/GBA）、橙（GBC/DS/3DS/Switch）、黑、白（N64/DS/Wii U/Switch）、洋紅、金（Wii U/Switch）等等，不同顏色的耀西有不同的特長且個性也不太一樣。牠們基本上是和平溫馴的種族，不同顏色的耀西有不同能力。
除了成年耀西也出現過寶寶耀西，身上沒鞍，腦後方也沒有骨板，新 超級瑪利歐兄弟U曾出現過藍色，洋紅色以及發光的耀西寶寶，相比成年的耀西他們的嘴巴看起來更像喙，超級馬里奧世界電視連續劇出現的耀西寶寶沒穿鞋子，他從出生就知道如何說話，但他看到的第一個人恰好是路易吉因此誤認為他為母親。 Tetris Attack則出現過一隻橘黃色的耀西寶寶
有如瑪利歐和路易吉，耀西也擁有牠自己的反角色︰瓦西 - Boshi。

蛋的圖案在很多遊戲中用來代表耀西。

在瑪利歐與路易吉RPG2出現過一隻名為Yoob的巨大類耀西敵對生物

## 耀西系列
耀西在1990年於《超級瑪利歐世界》裡首次出現，其後亦有在其他不同平台的任天堂遊戲中出現，包括《瑪利歐賽車系列》、《大亂鬥系列》、《瑪利歐派對系列》、《超級瑪利歐64 DS》和《瑪利歐和音速小子在奧林匹克運動會系列》等等，供玩家選擇。
而耀西的第一次以主角身份出現的遊戲是在1991年推出的益智遊戲《耀西的蛋》，當時是對應紅白機及Game Boy的遊戲。任天堂又於翌年推出《耀西的餅乾》，亦是以耀西為中心的益智遊戲。耀西在1995年於超級任天堂推出《超級瑪利歐 耀西島》首次作為動作遊戲的主角。其後，任天堂又分別在2002年及2005年推出《超級瑪利歐進化版3：耀西島》（對應Game Boy Advance）、《捕捉！觸摸！耀西！》（對應任天堂DS）。在2006年推出的，對應任天堂DS的《耀西島DS》一遊戲中，耀西分別揹著瑪利歐寶寶、碧姬公主寶寶和大金剛寶寶等對抗敵人，而耀西揹著不同的寶寶時，會賦予不同能力，例如：耀西揹著瑪利歐寶寶時會跑得更快。在《超級瑪利歐創作家2》中如果把耀西的蛋進行放大更是可以誕生出噴火的耀西但缺點是長長的舌頭就消失了。
在玩家可以騎乘耀西的遊戲中，他充當額外的生命值；受到傷害會導致玩家從耀西背上摔落，而不是任何其他負面影響。這會導致耀西隨意跑來跑去，直到他重新被玩家騎上、掉出屏幕或在某些3D遊戲中消失。否則耀西是堅不可摧的；他可以自由地越過尖刺，跳上時對敵人造成更多傷害，並且可以承受任意數量的打擊而不會受到額外的懲罰。結合他的其他獨特能力，這使得他的能力在關卡中非常強大，結果，耀西的存在往往被限制在一定的水平。例如，在《超級瑪利歐世界》不允許他進入鬧鬼或城堡級別（在世界觀中的解釋為他害怕這些區域）。

## 軼聞
- 大部分人認為它是一只恐龍，包括其他員工甚至任天堂前社長岩田聰都均稱耀西為恐龍[4]，但角色的设计者手塚卓志称它是「烏龜族」的一员[5][6][7]。
- 雖然手塚卓志說瑪利歐的世界中出現爬行動物十分突兀，但其實瑪利歐的世界觀中有非常多的恐龍角色，例如凱瑟琳（Birdo）、雷克斯（Rex）、大小犀牛龍（Dino Rhino）、雷米諾（Reznor）、火龍（Blargg）和海龍王（Dossy）等。
- Complex將耀西列為“電子遊戲中最厲害的25條龍”中的第四位。
- 除了瓦西（Boshi）以外 唯一擁有不同外觀的耀西是村長
- 在《超級瑪利歐兄弟》真人電影中看到的耀西擬真版本是使用0.91米高（3.0 英尺）的電子機器恐龍製作的。耀西是由戴夫尼爾森在電影中設計的。電子動畫有近 60 米（200 英尺）長的電纜和內部數百個活動部件，由九名操縱者控制。身體是有線控制的，而頭部是無線電控制的。電影由華特迪士尼子公司好萊塢影業1993年5月28日於美國首映，並於同年9月30日在香港上映。該電影於美國為票房炸彈，預算4800萬美元但票房為2092萬。電影獲兩項土星獎提名。該影片亦是邪典电影經典。

## 外部連結
- 任天堂官方主頁 （页面存档备份，存于） （英文）
- 耀西島DS官方主頁 （页面存档备份，存于） （日語）